# Kula Norinska
Kula Norinska (in italiano Torre di Norino, desueto) è un comune della regione raguseo-narentana in Croazia. Al 2011 possedeva una popolazione di 1.776 abitanti.

## Località
Il comune di Kula Norinska è suddiviso in 9 frazioni (naselja) di seguito elencate. Tra parentesi alcune hanno il nome in lingua italiana.
- Borovci (Buraie[3])
- Desne (Desena[3])
- Krvavac
- Krvavac II
- Kula Norinska
- Matijevići
- Momići
- Nova Sela (Novasella[3])
- Podrujnica